# Willow River, Minnesota
Willow River är en ort i Pine County i Minnesota. Enligt 2010 års folkräkning hade Willow River 415 invånare.